# Liga NSO Županja 1984./85.
'"Liga Nogometnog saveza općine Županja", također i kao "Liga NSO Županja", "Općinska nogometna liga Županja" za sezonu 1984./85. je bila liga šestog stupnja nogometnog prvenstva Jugoslavije. 
 
Sudjelovalo je 11 klubova, a prvak je bio klub "Slavonija" iz Soljana. 

## Ljestvica
| mj. | klub                      | ut. | pob. | ner. | por. | gol+ | gol- | bod |
| --- | ------------------------- | --- | ---- | ---- | ---- | ---- | ---- | --- |
| 1.  | Slavonija Soljani         | 20  | 16   | 1    | 3    | 79   | 29   | 33  |
| 2.  | Slavonac Gradište         | 20  | 13   | 2    | 5    | 57   | 30   | 28  |
| 3.  | Sloga Štitar              | 20  | 12   | 2    | 6    | 70   | 36   | 26  |
| 4.  | Posavac Posavski Podgajci | 20  | 12   | 2    | 6    | 51   | 44   | 26  |
| 5.  | Krajišnik Vrbanja         | 20  | 11   | 2    | 7    | 56   | 39   | 24  |
| 6.  | RAŠK Rajevo Selo          | 20  | 8    | 4    | 8    | 51   | 47   | 20  |
| 7.  | Pionir Županja            | 20  | 9    | 2    | 9    | 61   | 58   | 20  |
| 8.  | Sloga Račinovci           | 20  | 6    | 3    | 11   | 47   | 81   | 15  |
| 9.  | Budućnost Šiškovci        | 20  | 6    | 1    | 13   | 38   | 61   | 13  |
| 10. | Srijemac Strošinci        | 20  | 4    | 0    | 16   | 30   | 82   | 8   |
| 11. | Mladost Đurići            | 20  | 2    | 3    | 15   | 32   | 80   | 7   |

## Rezultatska križaljka
| kratica | klub                      | BUD | KRA | MLA | PIO | POS | RAŠK | SLAVA | SLAVI | SLOR | SLOŠ | SRI |
| --- | ------------------------- | --- | --- | --- | --- | --- | ---- | ----- | ----- | ---- | ---- | --- |
| BUD | Budućnost Šiškovci        |     |     |     |     |     |      |       |       |      |      |     |
| KRA | Krajišnik Vrbanja         |     |     |     |     |     |      |       |       |      |      |     |
| MLA | Mladost Đurići            |     |     |     |     |     |      |       |       |      |      |     |
| PIO | Pionir Županja            |     |     |     |     |     |      |       |       |      |      |     |
| POS | Posavac Posavski Podgajci |     |     |     |     |     |      |       |       |      |      |     |
| RAŠK | RAŠK Rajevo Selo          |     |     |     |     |     |      |       |       |      |      |     |
| SLAVA | Slavonac Gradište         |     |     |     |     |     |      |       |       |      |      |     |
| SLAVI | Slavonija Soljani         |     |     |     |     |     |      |       |       |      |      |     |
| SLOR | Sloga Račinovci           |     |     |     |     |     |      |       |       |      |      |     |
| SLOŠ | Sloga Štitar              |     |     |     |     |     |      |       |       |      |      |     |
| SRI | Srijemac Strošinci        |     |     |     |     |     |      |       |       |      |      |     |
| |                           |     |     |     |     |     |      |       |       |      |      |     |
| podebljan rezultat - utakmice od 1. do 11. kola (1. utakmica između klubova) rezultat normalne debljine - utakmice od 12. do 22. kola (2. utakmica između klubova) rezultat nakošen - nije vidljiv redoslijed odigravanja međusobnih utakmica iz dostupnih izvora rezultat smanjen * - iz dostupnih izvora nije uočljiv domaćin susreta prekrižen rezultat - poništena ili brisana utakmica p - utakmica prekinuta 3:0 p.f. / 0:3 p.f. - rezultat 3:0 bez borbe |                           |     |     |     |     |     |      |       |       |      |      |     |

 Izvori: